# Hottentotta gibaensis
Espèce
Hottentotta gibaensis est une espèce de scorpions de la famille des Buthidae.

## Distribution
Cette espèce est endémique de la région Sud en Éthiopie. Elle se rencontre dans les zones Dawro, Gamo Gofa et Segen.

## Description
Le mâle holotype mesure 55,5 mm, le mâle paratype 14 mm et les femelles paratypes 58 mm et 65,18 mm.

## Étymologie
Son nom d'espèce, composé de giba et du suffixe latin -ensis, « qui vit dans, qui habite », lui a été donné en référence au lieu de sa découverte, la vallée Giba.

## Publication originale
- Kovařík & Mazuch, 2015 : « Scorpions of Ethiopia (Arachnida: Scorpiones). Part III. Genus Hottentotta Birula, 1908 (Buthidae), with Description of Three New Species. » Euscorpius, no 202, p. 1-37 (texte intégral).